# Austrolebias univentripinnis
Austrolebias univentripinnis es un pez de la familia de los rivulinos en el [[orden 
(biología)|orden]] de los ciprinodontiformes.

## Distribución geográfica
Se encuentran en Sudamérica: Brasil.